# Ang Mong Seng
Ang Mong Seng (vereinfachtes Chinesisch: 洪茂诚; traditionelles Chinesisch: 洪茂誠; Pinyin: Hóng Màochéng; Pe̍h-ōe-jī: Âng Bō͘-sêng; geboren am 30. September 1949), PBM, BBM, ist ein in Malaysia geborener ehemaliger singapurischer Politiker. Von 2001 bis 2011 war er Abgeordneter der Gemeinde Bukit Gombak im Wahlkreis Hong Kah Group Representation (Hong Kah GRC).

## Biografie
Ang absolvierte die ehemalige Nanyang-Universität und arbeitete in den 1970er Jahren im Housing and Development Board. Bis 1988 hatte er sich zum General Manager von Bukit Panjang und später zu den Stadträten von Sembawang hochgearbeitet.
Bei den Parlamentswahlen 2006 hatte Angs Partei, die People’s Action Party (PAP), einen Durchgang, da Hong Kah GRC nicht bestritten wurde. Bei den allgemeinen Wahlen 2001 besiegte die PAP die Demokratische Partei von Singapur mit 79,74 % der Stimmen für Hong Kah GRC.
Vor seiner Zeit bei Hong Kah GRC vertrat Ang von 1997 bis 2001 Bukit Gombak SMC, wo er Ling How Doong von der Singapore Democratic Party und einen dritten Kandidaten der Singapore People’s Party bei den allgemeinen Wahlen 1997 besiegte. Bis 2011 war er Mitglied von vier ausgewählten Ausschüssen im Parlament.
Ang zog sich vor den Parlamentswahlen 2011 aus der Politik zurück, und die Gemeinde Bukit Gombak wurde in den neu geschaffenen Chua Chu Kang GRC aufgenommen, während der Hong Kah GRC aufgelöst wurde. Ang Mong Seng wird bei den Parlamentswahlen 2011 durch Low Yen Ling ersetzt.